# 고흥 야막리 야막고분
고흥 야막리 야막고분(高興 野幕里 野幕古墳)은 대한민국 전라남도 고흥군 풍양면 야막리에 있는 고분이다. 2001년 9월 27일 전라남도의 문화재자료 제218호로 지정되었다.

## 개요
고분은 고흥반도의 남서쪽에 치우쳐 있는 야막 마을의 북쪽에 위치한 해발 30m 정도의 구릉 정상에 있다. 마을의 동쪽에 있는 해발 100m 내외의 산지는 해발 50m 정도까지 급경사로 내려오다가 해발 30∼40m에서는 완경사를 이루고 있어 밭으로 경작되고 있는데 고분은 여기에 위치하며 고분 앞쪽은 다시 급격하게 떨어져 해발 15m 내외의 평지를 이루고 있다. 따라서 고분의 위치는 주변을 조망하기 좋은 지점에 해당한다.
고분은 주변이 밭으로 개간되고 서북쪽에 민묘가 조성되면서 상당 부분 훼손되었다. 분구는 구릉의 능선방향을 따라 북서―남동으로 약간 길다란데 평면형태는 말각장방형에 가깝다. 그러나 북서쪽과 남서쪽 사면은 비슷한 경사를 이루고 있는데 비해 북동쪽과 남서쪽은 분구 아래쪽으로 내려가면서 급경사를 띠고 있는 것을 감안하면 원래는 원형 분구였던 것이 주변이 개간되면서 구릉의 측사면쪽이 심하게 깎여나가면서 현재와 같은 분형을 띠게 된 것으로 추정된다. 현존 분구의 규모는 북서―남동 20m, 북동―남서 15m 내외, 높이 2m 내외인데 원래는 직경 20m 정도의 원분으로 추정된다.

## 참고 문헌
- 고흥야막리야막고분 - 국가유산청 국가유산포털